# Aire marine protégée de Bamboung
L’aire marine protégée de Bamboung (AMP) est une zone de préservation du milieu marin située sur le bolong Bamboung, près de Toubacouta (département de Foundiougne), dans le sud du Sine-Saloum (Sénégal).

## Histoire
Le bolon de Bamboung a été l'un des sites à vocation démonstrative retenus dans le cadre du projet Narou Heuleuk (« la part de demain » en wolof), proposé et piloté par l’Oceanium de Dakar, association sénégalaise de protection des milieux marins. Ce projet a été financé jusqu'en 2006 par le Fonds français pour l’environnement mondial (FFEM) via l'Agence française de développement (AFD). Ce projet affiche un double objectif de mise en place d’aires marines protégées (AMP) et de sensibilisation des pêcheurs artisans à une gestion durable de l’environnement. Le bolon de Bamboung est devenu une AMP en décembre 2003 officialisée par le Décret du Gouvernement du Sénégal n° 2004-1408 du 4 novembre 2004 portant création d’Aires Marines Protégées. L'AMP a fait l’objet entre mars 2003 et mai 2013 d’un suivi biologique (pêches expérimentales à la senne tournante et estimation des biomasses par hydroacoustique) par l’équipe RAP de l'Institut français de recherche pour le développement, avec la participation du Centre de recherches océanographiques de Dakar-Thiaroye et de l'INRA-Thonon pour la réalisation des mesures par hydroacoustique. Elle continue depuis à faire l'objet de recherches sur le milieu aquatique menées par les institutions de recherche du Sénégal.

## Géographie

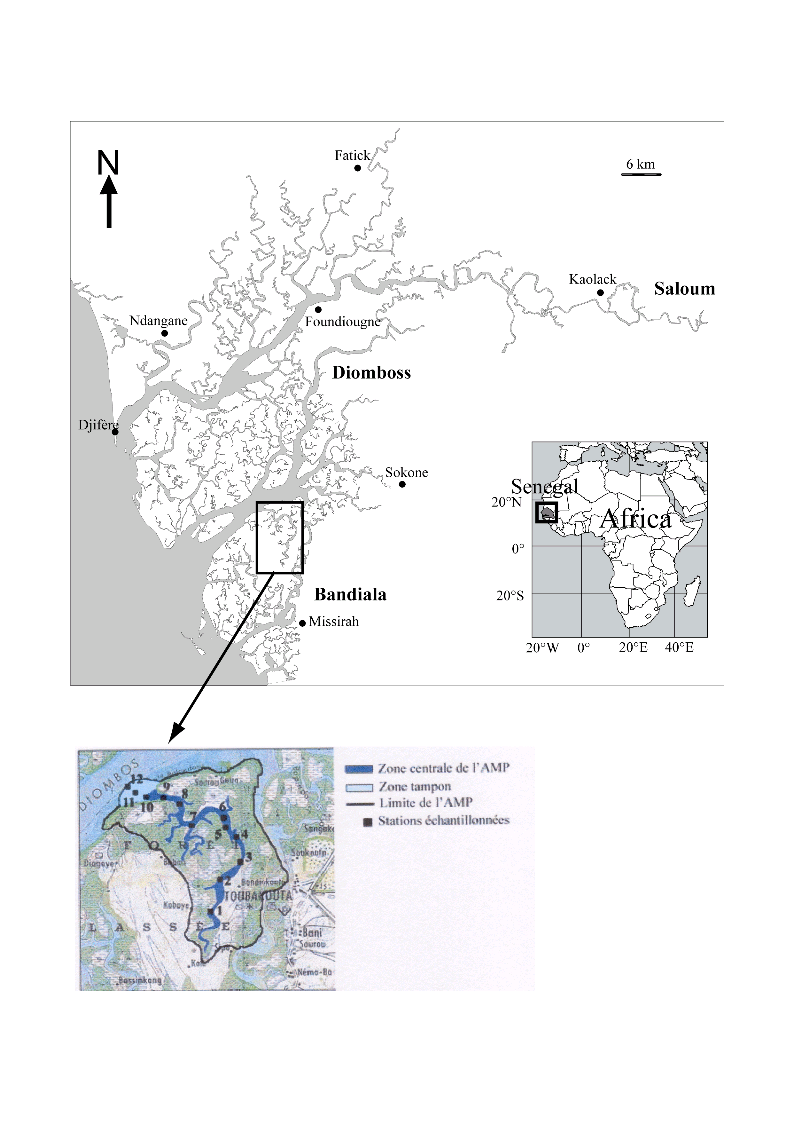
Localisation de l'AMP de Bamboung.

Situé dans l’estuaire du Sine-Saloum (à 130 km au sud-est de Dakar), le bolon de Bamboung (13°50 N – 16°33 W) est un affluent du Diomboss, l’un des trois bras principaux d’un système complexe et diffus de canaux – appelés bolons – et de mangrove caractéristique des zones humides saumâtres intertropicales. Le choix de ce site est particulièrement pertinent, d’un point de vue bio-écologique : les eaux sont peu profondes et la biodiversité y est réputée importante, notamment pour les oiseaux, poissons et mammifères marins (dauphins et lamantins). De plus, l’estuaire du Sine Saloum est utilisé comme lieu de reproduction et/ou de croissance des phases juvéniles par de nombreuses espèces de poissons, estuariens mais aussi côtiers, d’un grand intérêt économique ou écologique (ayant un rôle essentiel dans le fonctionnement général de l’écosystème).
L’AMP du Bamboung, située au cœur de la réserve de biosphère du delta du Saloum, a une superficie de 6 800 ha. Elle est divisée en plusieurs zones (Melis, 2002) :
- Une aire marine centrale, essentiellement constituée par le bolon de Bamboung et ses ramifications. D’une longueur de 15 km à partir du confluent avec le Diomboss jusqu’aux vasières de la forêt de Kolé, sa superficie est d’environ trois kilomètres carrés. Sa largeur varie de 50 à 500 m et sa profondeur fluctue entre 0 et 15 m. Il présente un réseau de canaux secondaires très dense. En raison de la présence d’une nappe phréatique importante sur l’île Coco (rive est), des sources souterraines se jettent dans le bolon, réduisant ainsi localement la salinité. Ces conditions spécifiques sont susceptibles de créer un environnement favorable à la faune aquatique.
- Une zone tampon, localisée à l’embouchure du bolon, au niveau de la rencontre des eaux du Diomboss et du Bamboung. Elle couvre une superficie d’environ un kilomètre carré. C’est une zone de transition entre l’aire centrale qui est dotée de mesures de conservation des ressources ichtyologiques et le reste du réseau des chenaux du delta du Sine Saloum ou l’exploitation est libre.
- Une zone terrestre, qui se décompose en une zone de mangrove et une zone continentale. La mangrove est localisée en bordure des rives de toute la zone de l’AMP. Elle couvre plus de la moitié de la surface totale de l’AMP. La végétation y est abondante et différentes espèces de palétuviers s’y sont développées. Rhizophora racemosa et Rhyzophora harrisonii sont trouvés en bordure des chenaux. À l’arrière, Rhizophora mangle est beaucoup plus abondant et occupe les terres élevées susceptibles d’être immergées lors des hautes marées. Cette espèce forme le peuplement le plus important du bolon, tandis qu’Avicennia africana se développe dans la partie supérieure des vasières. Les palétuviers étant à la fois source de matière organique et support d’une forte production de périphyton, constituent un vivier pour la faune estuarienne, les juvéniles principalement. La zone continentale est représentée par l’île Coco. Cette zone de savane arborée occupe 15 à 20 % de la surface de l’AMP.

### Flore
- Mangrove, savane

### Faune
- Oiseaux marins, échassiers ;
- Mammifères, phacochères, hyènes ;
- Poissons.

Pour ces derniers, au total 72 espèces de poissons ont été recensées, appartenant à 35 familles (dont 16 monospécifiques). La famille la mieux représentée en termes de richesse spécifique est celle des Carangidae avec huit espèces présentes, viennent ensuite les Mugilidae (six espèces), les Haemulidae (cinq espèces), les Clupeidae (quatre espèces) et les Ariidae (trois espèces). Ces cinq familles représentent plus des trois-quarts de la biomasse totale pêchée dans le bolon de Bamboung.
Trois espèces présentent des occurrences nettement plus fortes que les autres : deux Gerreidae : Eucinostomus melanopterus et Gerres nigri et le Clupeidae Sardinella maderensis.
Quatre espèces représentent 87 % de l’effectif total (pour 44 % de la biomasse). L’espèce la plus abondante est Ethmalosa fimbriata, elle représente 57 % de l’effectif total et se situe au rang 1 des biomasses. Viennent ensuite Sardinella maderensis, Chloroscombrus chrysurus et Liza dumerili qui représentent 20 %, 6 % et 4 % de l’effectif total et sont respectivement au rang 5, 12 et 2 des biomasses. Les Arius (A. latiscutatus et A. parkii), bien que moins nombreux en effectif, sont aux rangs 3 et 4 des biomasses.
Un groupe de 24 espèces peuvent être considérées comme constituant la base permanente du peuplement du bolon de Bamboung. On y trouve des éléments réguliers et souvent dominants (en abondance) des milieux estuariens et lagunaires d’Afrique de l’ouest tels les deux Clupeidae (S. maderensis et E. fimbriata), les deux Gerreidae (G. nigri et E. melanopterus), des Mugilidae (Mugil curema, L. dumerili, L. falcipinnis, et L. grandisquamis), des Ariidae (A. parkii et A. latiscutatus) l’Elopidae  Elops lacerta… mais aussi des éléments dont la présence permanente peut être considérée comme plus représentative de ce type de biotope (bolon de taille moyenne modérément sursalé en zone de mangrove) tels Monodactylus sebae, Ephippion guttifer, Tilapia guineensis, Batrachoïdes liberiensis, Plectorhinchus  macrolepis…
Vingt-deux espèces nouvelles ont été observées dans le bolon de Bamboung après la fermeture de la pêche en décembre 2003. La proportion d’espèces nobles et « emblématiques » (gros prédateurs ou leurs juvéniles) est importante : thiof (Epinephelus aeneus), carpe rouge (Lutjanus dentatus), deux espèces de barracudas (Sphyraena guachancho et Sphyraena afra), plusieurs espèces de gros Carangidae (les liches Lichia amia et Trachinotus ovatus, le cordonnier bossu Alectis alexandrinus, le pompaneau Trachinotus teraia), un requin (Carcharhinus leucas), une grande raie (Pteromyleus bovinus). Ces espèces atteignent pour la plupart des tailles importantes, voire très grandes : outre le requin (Carcharhinus leucas) de 1,40 m pour 19 kg, un nombre non négligeable d’espèces dépassent les 50 cm pour 4 à 5 kg (Lichia amia, Pteromyleus bovinus, Sphyraena afra, Trachinotus teraia).
| Famille         | Nom                          | Catégorie écologique | Catégorie trophique |
| --------------- | ---------------------------- | -------------------- | ------------------- |
| Acanthuridae    | Acanthurus monroviae         | Mo                   | 1                   |
| Albulidae       | Albula vulpes                | Mo                   | 2                   |
| Ariidae         | Arius heudelotii             | ME                   | 2                   |
| Ariidae         | Arius latiscutatus           | ME                   | 2                   |
| Ariidae         | Arius parkii                 | ME                   | 2                   |
| Batrachoididae  | Batrachoides liberiensis     | Ma                   | 2                   |
| Belonidae       | Strongylura senegalensis     | Em                   | 3                   |
| Belonidae       | Tylosurus crocodilus         | Mo                   | 3                   |
| Blenniidae      | Hypleurochilus langi         | Es                   | 2                   |
| Carangidae      | Alectis alexandrinus         | Mo                   | 2                   |
| Carangidae      | Caranx hippos                | ME                   | 2                   |
| Carangidae      | Caranx rhonchus              | Mo                   | 2                   |
| Carangidae      | Caranx senegallus            | ME                   | 2                   |
| Carangidae      | Chloroscombrus chrysurus     | ME                   | 1                   |
| Carangidae      | Lichia amia                  | Ma                   | 3                   |
| Carangidae      | Trachinotus ovatus           | Ma                   | 3                   |
| Carangidae      | Trachinotus teraia           | Em                   | 2                   |
| Carcharhinidae  | Carcharhinus leucas          | Mo                   | 3                   |
| Cichlidae       | Sarotherodon melanotheron    | Es                   | 1                   |
| Cichlidae       | Tilapia guineensis           | Es                   | 1                   |
| Clupeidae       | Ethmalosa fimbriata          | Em                   | 1                   |
| Clupeidae       | Ilisha africana              | Em                   | 1                   |
| Clupeidae       | Sardinella aurita            | Ma                   | 1                   |
| Clupeidae       | Sardinella maderensis        | ME                   | 1                   |
| Cynoglossidae   | Cynoglossus monodi           | Mo                   | 2                   |
| Cynoglossidae   | Cynoglossus senegalensis     | Em                   | 2                   |
| Dasyatidae      | Dasyatis margarita           | Em                   | 2                   |
| Dasyatidae      | Dasyatis margaritella        | Em                   | 2                   |
| Drepaneidae     | Drepane africana             | ME                   | 2                   |
| Echeneidae      | Echeneis naucrates           | Mo                   | 2                   |
| Elopidae        | Elops lacerta                | ME                   | 3                   |
| Elopidae        | Elops senegalensis           | Ma                   | 3                   |
| Ephippidae      | Chaetodipterus goreensis     | Mo                   | 1                   |
| Ephippidae      | Chaetodipterus lippei        | Ma                   | 1                   |
| Exocoetidae     | Fodiator acutus              | Ma                   | 1                   |
| Gerreidae       | Eucinostomus melanopterus    | ME                   | 2                   |
| Gerreidae       | Gerres nigri                 | Es                   | 2                   |
| Gobiidae        | Chonophorus lateristriga     | Es                   | 2                   |
| Haemulidae      | Brachydeuterus auritus       | ME                   | 1                   |
| Haemulidae      | Plectorhinchus macrolepis    | Em                   | 2                   |
| Haemulidae      | Pomadasys incisus            | Ma                   | 2                   |
| Haemulidae      | Pomadasys jubelini           | Em                   | 2                   |
| Haemulidae      | Pomadasys perotaei           | Em                   | 2                   |
| Hemiramphidae   | Hemiramphus brasiliensis     | Em                   | 3                   |
| Lutjanidae      | Lutjanus dentatus            | Mo                   | 3                   |
| Lutjanidae      | Lutjanus goreensis           | Ma                   | 3                   |
| Monodactylidae  | Monodactylus sebae           | Es                   | 2                   |
| Mugilidae       | Liza dumerili                | Em                   | 1                   |
| Mugilidae       | Liza falcipinnis             | Em                   | 1                   |
| Mugilidae       | Liza grandisquamis           | Em                   | 1                   |
| Mugilidae       | Mugil bananensis             | ME                   | 1                   |
| Mugilidae       | Mugil cephalus               | ME                   | 1                   |
| Mugilidae       | Mugil curema                 | Em                   | 1                   |
| Myliobatidae    | Pteromylaeus bovinus         | Mo                   | 2                   |
| Paralichthyidae | Citharichthys stampflii      | Em                   | 2                   |
| Polynemidae     | Galeoides decadactylus       | ME                   | 2                   |
| Polynemidae     | Polydactylus quadrifilis     | ME                   | 3                   |
| Sciaenidae      | Pseudotolithus brachygnathus | ME                   | 3                   |
| Sciaenidae      | Pseudotolithus elongatus     | Em                   | 2                   |
| Sciaenidae      | Pseudotolithus senegalensis  | Ma                   | 3                   |
| Scombridae      | Orcynopsis unicolor          | Mo                   | 3                   |
| Scombridae      | Scomberomorus tritor         | Ma                   | 3                   |
| Serranidae      | Epinephelus aeneus           | ME                   | 3                   |
| Sparidae        | Diplodus bellottii           | Mo                   | 2                   |
| Sphyraenidae    | Sphyraena afra               | ME                   | 3                   |
| Sphyraenidae    | Sphyraena guachancho         | ME                   | 3                   |
| Syngnathidae    | Hippocampus algiricus        | Ma                   | 1                   |
| Syngnathidae    | Syngnathus pelagicus         | Ma                   | 1                   |
| Synodontidae    | Trachinocephalus myops       | Mo                   | 3                   |
| Tetraodontidae  | Ephippion guttifer           | ME                   | 2                   |
| Tetraodontidae  | Lagocephalus laevigatus      | Ma                   | 2                   |
| Tetraodontidae  | Sphoeroides spengleri        | Mo                   | 2                   |

## Particularités

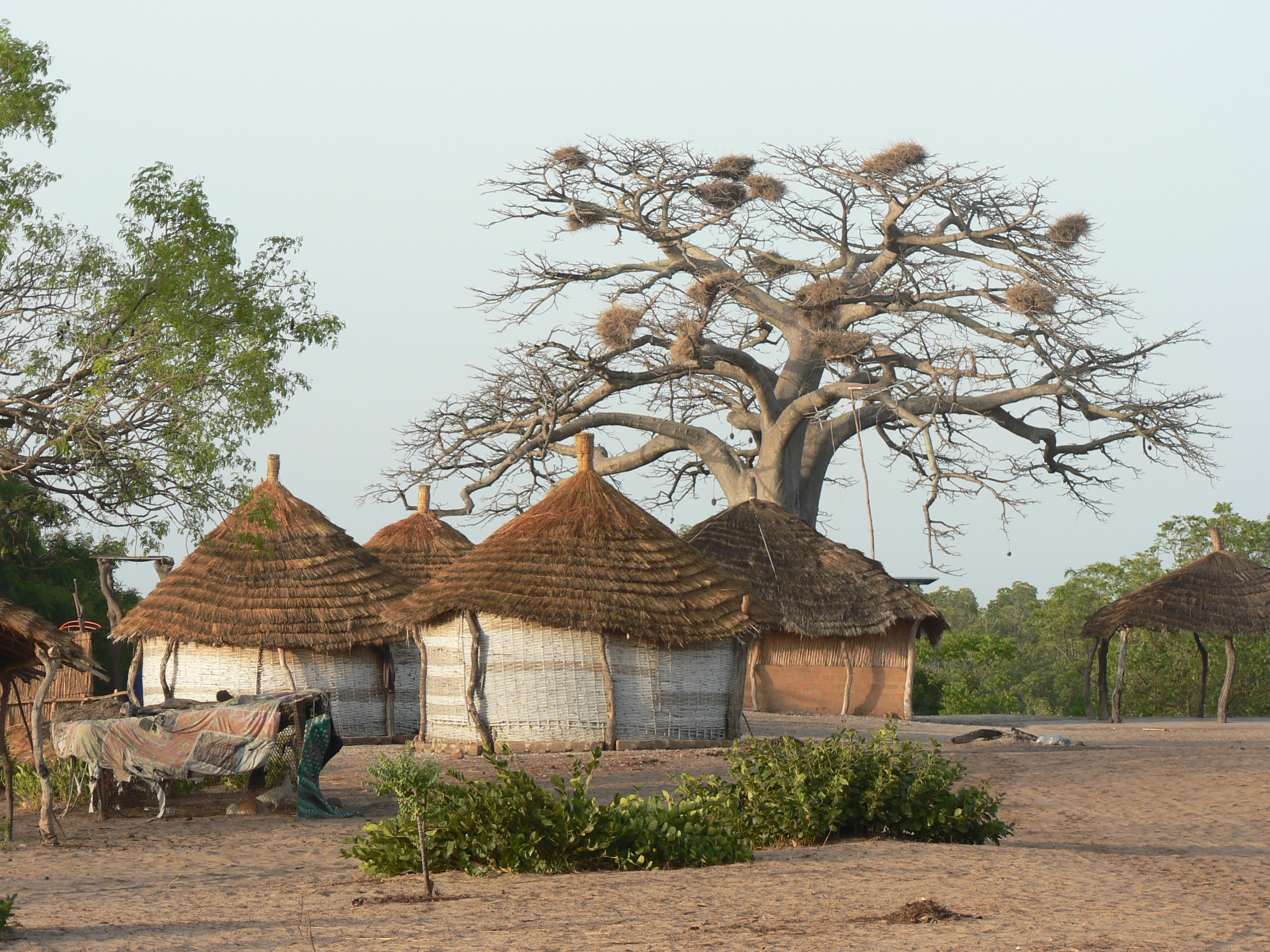
Campement écotouristique Keur Bamboung.

La zone est gérée par les habitants de 14 villages environnants.

### Filmographie
- Le camion cinéma du Sénégal, reportage d’Anne Gouraud et Olivier Bonnet, diffusé dans l'émission Thalassa (France 3), le 19 janvier 2007 (rediffusion en juillet 2009)